# Mira Mihelič
Mira Mihelič (rojena Kramer, tudi Mira Puc), slovenska pisateljica in prevajalka, * 14. julij 1912, Split, † 4. september 1985, Ljubljana.

## Življenje
Rodila se je v premožni meščanski družini Kramer očetu Slovencu ter mami Hrvatici. Oče je bil podjetnik, mama operna pevka, ki se je na moževo željo odpovedala karieri. Družina se je iz Splita preselila v Zagreb, ko je bila stara dve leti. Ko sta se starša ločila, jo je oče poslal v Ljubljano k teti, nato k starim staršem v Trbovlje. Do takrat ni znala govoriti slovensko. Po končani mali maturi so jo poslali v Švico, kjer se je naučila govoriti in pisati francosko, nemško in angleško. Izpite za štiri leta gimnazije je opravila v enem letu po vrnitvi v Slovenijo. Maturirala je na gimnaziji Poljane, nato je študirala pravo, a študija ni dokončala, saj se je poročila (njen mož je bil odvetnik in diplomat Boris Puc, sin politika Dinka Puca) in prevzela vlogo žene in matere. Zaradi sodelovanja z OF je bila med drugo svetovno vojno dvakrat zaprta. Po letu 1945 je bila prevajalka in svobodna književnica, neposredno po vojni pa prva slovenska poklicna pisateljica. Med letoma 1963 in 1966 je bila predsednica Društva slovenskih pisateljev, med letoma 1966 in 1975 predsednica slovenskega centra PEN. S položaja je odstopila zaradi naglega slabšanja zdravja, tihe podpore Edvardu Kocbeku in zaradi slabega sprejetja njene odločitve, da postane avstrijski konzul Riesenfeld član PENa. Imenovali so jo za dosmrtno podpredsednico mednarodnega PEN-a (1973–1985). Leta 1965 je prejela Župančičevo nagrado. Prešernovo nagrado je prejela dvakrat: leta 1950 za dramo Ogenj in pepel (1949) ter leta 1983 za življenjsko delo. Njen stric je bil politik Albert Kramer, njen drugi mož pa je bil slikar France Mihelič.

## Delo
Njene prve objave – feljtoni z romantičnimi motivi iz meščanskega okolja – so izšle leta 1940 v Jutru, Prosveti in Glasu naroda. Sledile so objave v: Obzorniku, Naši sodobnosti, Naših razgledih, Sodobnosti idr.
Napisala je 17 romanov in drugih proznih del za odrasle. Na začetku je objavljala s priimkom Puc. Prva romana Obraz v zrcalu (1941) in Tiha voda (1942) sta kombinacija socialnorealističnih in naturalističnih družinskih romanov in psevdoromantičnega ženskega romana. Bila je kronistka slovenske meščanske družbe med vojno in po njej. Leta 1959 je napisala roman April v obliki dnevniškega zapisa mlade gospe iz ugledne družine. V delih je prisotna avtoričina življenjska zgodba. To, da jo je mama zapustila in se v zameno za nakit odpovedala stikom s hčerko ter da jo je oče dal naprej v oskrbo in ga je zato videla le dvakrat letno, je ostala njena nezaceljena rana, katero je izražala skozi pisanje.
Osrednja literarna oseba v njenih romanih je ženska, ki se ne more sprijazniti s tradicionalnimi vlogami žensk v družbi. Je spodbujevalka erotičnih in političnih zapletov ter nosilka romantične avanture. Značilni so motivi nesoglasij med zakonskimi pari, med mamami in hčerami, naraščujoče tujstvo med njimi. Najbolj izrazit je lik matere, ki jo predstavi kot egoistično, izumetničeno salonsko damo.
Po letu 1960 so opazni zasnutki notranjega monologa in poskusi moderniziranja pripovedne tehnike. Trilogija Plamen ali dim (1973) je sestavljena iz sklopov romanov Mladi mesec (1962), Dolga noč stare gospe, Hiša večera (1959), Ogenj in pepel (1971), Mavrica nad mestom (1964), Stolpnica osamelih žensk (1969). Gre za poskus kronike meščanske družine po vzoru evropskih družinskih sag (John Galsworthy). Proti koncu ustvarjanja je napisala zgodovinska romana Tujec v Emoni (1978) in Cesta dveh cesarjev (1981), prvi se navezuje na rimsko Emona, drugi na Ljubljanski kongres 1821. Spominska pripoved Ure mojih dni (1985) ostaja vse do danes ena redkih avtobiografij slovenske pisateljice na Slovenskem.
Moški kolegi so njeno delo ocenjevali s pridevniki "družinsko", "meščansko" in "žensko", ob tem pa prezrli slogovne in tematske novosti in posebnosti. Ni se uklonila priporočenemu socialnemu realizmu in kasneje uporniški avantgardi, temveč je vedno ostajala samosvoja.
Prevedla je več kot 80 proznih in dramskih del za zbirko Zenit, predvsem iz angleščine, francoščine in nemščine. Prevajala je avtorje, kot so: Ernest Hemingway, William Makepeace Thackeray, Daniel Defoe, Walter Scott, Herman Melville, Jean-Paul Sartre, Tennessee Williams, Oscar Wilde, Henry Fielding idr. Njeno prevajalsko delo je bilo nagrajeno z  najvišjimi priznanji, dobila je  Sovretovo nagrado za prevode Charlesa Dickensa Pickwickovci, Williama Faulknerja Svetloba v avgustu in Toma Wolfa Ozri se proti domu, angel leta 1963.
Napisala je sedem dram, potem se je dramatiki odpovedala. Delo Svet brez sovraštva (1945) predstavlja življenje jetnic med vojno, tridejanka Ogenj in pepel (1949) moralni razkroj slovenske meščanske družbe, drama Operacija (1950) ima podobno tematiko, prestavljeno v okolje zdravnikov, Zlati oktober (1954) je komedija o sodobnih malomeščanih. Deli Svet brez sovraštva in Ogenj in pepel sta bili cenzurirani. Napisala je komedije Veverica ne more umreti (1961), Ura naših dni  (1965) in Dan žena (1969), ki pa niso bile natisnjene, le uprizorjene. Njene drame so bile sicer takoj uprizorjene, tako Bojan Stupica kot Juš Kozak sta  spodbujala njeno dramatiko.
Pisala je tudi otroško in mladinsko leposlovje. Bila je med prvimi pisci, ki so v petdesetih letih obudili pravljično fantastično mladinsko prozo, in tistimi, ki so dogajalni prostor iz podeželskega sveta premaknili v urbano okolje. Njena prva knjiga za otroke je bila Štirje letni časi (1956), glavni literarni lik Puhek se začne pojavljati v slikaniških izdajah: Peter iz telefona (1963), Puhek v Benetkah (1965) idr. Leta 1965 je napisala povest Pridi, mili moj Ariel. Vsem delom je skupna izrazita avtobiografska tematika.
Živela je na Aškerčevi cesti v Ljubljani, kjer je danes na hiši postavljena spominska plošča. Njen spomenik je moč najti na vrtu Društva slovenskih pisateljev in Slovenskega centra PEN. Slavnostna otvoritev je bila 15. 6. 2005. Portret v bronu je delo akademskega kiparja Draga Tršarja. Načrt postavitve je izdelal Milan Mihelič, najmlajši brat Franceta Miheliča.
V Sloveniji le ena ulica nosi naslov po njej.